# Linia, Ciad
Linia este un oraș din Ciad, situat la 30 de km la est de N'Djamena. Este cunoscut pentru piața sa.